# Twan Castelijns
Twan Castelijns (Eindhoven, 23 gennaio 1989) è un ex ciclista su strada olandese, professionista dal 2016 al 2017 con il Team Lotto NL-Jumbo.

## Palmarès
- 2015 (Baby-Dump Cycling team, due vittorie)

Hel van Voerendaal
Klimtijdrit Camerig Vaals

### Altri successi
- 2012 (Baby-Dump)

Neerlinter-Heide - Linter
- 2013 (Baby-Dump)

Geldrop
- 2014 (Koga Cycling Team)

Geldrop
- 2015 (Baby-Dump Cyclingteam)

Kermisronde van Duizel
Geldrop

## Piazzamenti

### Grandi Giri
- Giro d'Italia

2016: 113º
2017: 130º

### Classiche monumento
- Milano-Sanremo

2017: 148º
- Giro delle Fiandre

2017: 105º
- Parigi-Roubaix

2016: 118º
2017: ritirato

### Competizioni europee
- Campionati europei

Plumelec 2016 - In linea Elite: 81°